# Mesochorus pungens
Mesochorus pungens är en stekelart som beskrevs av Schwenke 1999. Mesochorus pungens ingår i släktet Mesochorus och familjen brokparasitsteklar. Inga underarter finns listade i Catalogue of Life.